# فرودگاه اورال آک ژول

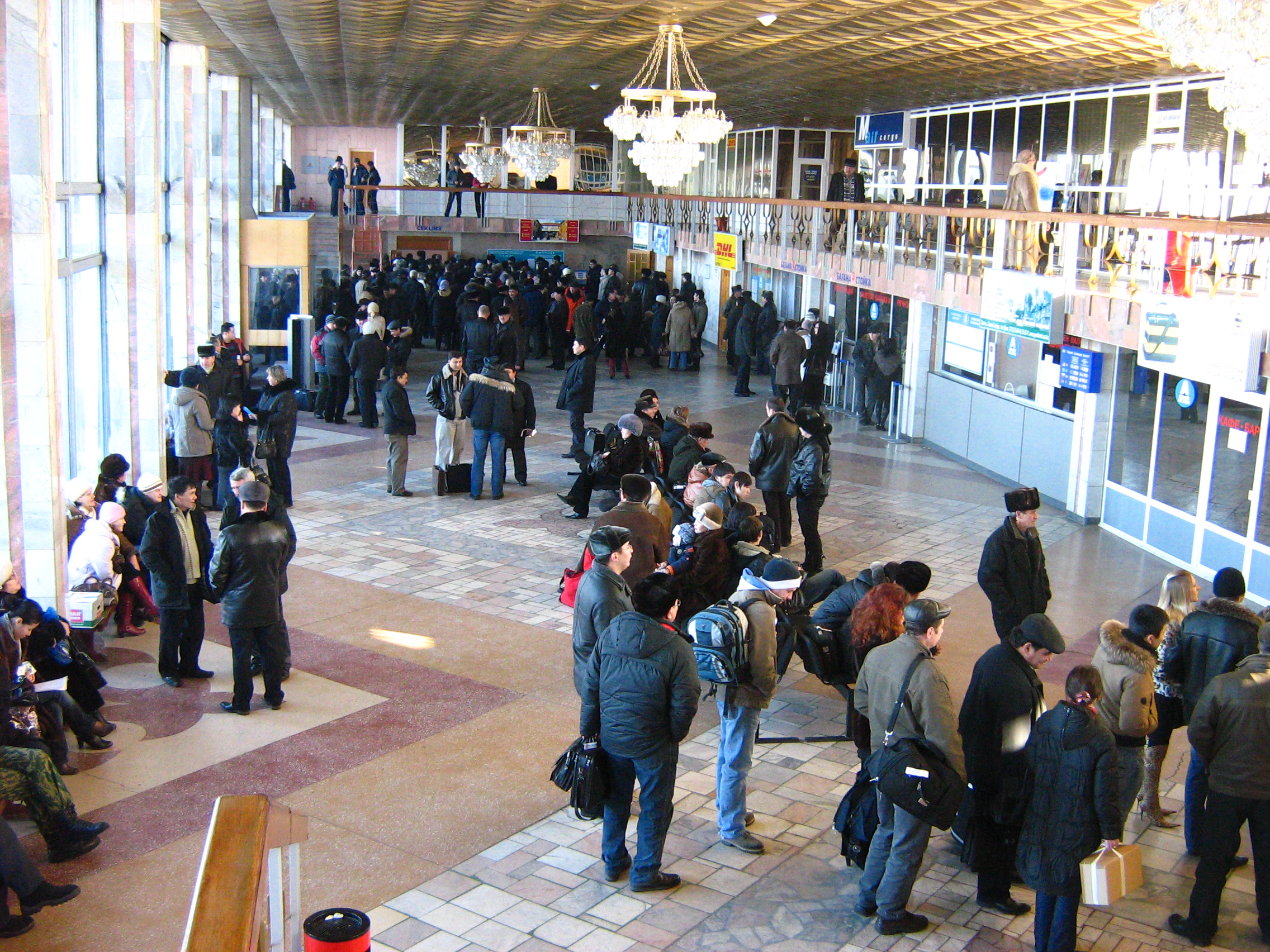
نمایی از فرودگاه اورال آک ژول

فرودگاه اورال آک ژول  (به انگلیسی: Oral Ak Zhol Airport) یک فرودگاه همگانی با کد یاتا URA است که یک باند فرود بتن دارد و طول باند آن ۲۴۰۰ متر است. این فرودگاه در شهر اورال، قزاقستان کشور قزاقستان قرار دارد و در ارتفاع ۳۸ متری از سطح دریا واقع شده‌است.

## شرکت‌های هواپیمایی و مقصدهای پروازی

### مسافری
| شرکت‌های هواپیمایی | مقصدهای پروازی                 |
| ----------------- | ------------------------------ |
| ایر آستانه        | آلماتی، آستانه فصلی: فرانکفورت |
| بک ایر            | آقتائو، آلماتی، آستانه         |
| قزاق ایر          | آتیرائو                        |
| اس۷ ایرلاینز      | دوموده‌دوو                      |
| اسکات ایرلاینز    | آقتائو، آتیرائو                |

### باری
| شرکت‌های هواپیمایی | مقصدهای پروازی      |
| ----------------- | ------------------- |
| کوین ایرویز       | آتیرائو، حیدر علی‌اف |
| سیلک وی ایرلاینز  | حیدر علی‌اف          |